# Игнаћи Лукасјевич
Jан Јозеф Игнаћи Лукасјевич (пољ. Jan Józef Ignacy Łukasiewicz; Задушнице, 8. март 1822 — Чорковка, 7. јануар 1882) је био пољски хемичар и изумитељ прве методе дестилације керозина из нафте. Био је оснивач пољске нафтне индустрије и један од зачетника нафтне индустрије у свијету. Само неки од његових изума су керозинска лампа, изградња прве нафтне бушотине и изградња прве рафинерије нафте.
Лукасјевич се обогатио и постао један од најутицајнијих филантропа у Галицији. Због његове подршке економског развитку региона, тамо постоји изрека која повезује све поплочане путеве са његовим златницима.

## Биографија
Игнаћи Лукасјевич је рођен 8. марта, 1822. године у Задушницама близу Мелеца, у аустријским дијеловима Пољске (након поделе Пољске) као најмлађе од петоро деце. Његова породица је била јерменског порекла. Мајка му се звала Аполонија а отац Јосиф, који је припадао пољској интелигенцији тог доба и био ветеран Кошћушковог устанка. Изнајмљивали су мало имање у Задушницама, али су ускоро морали да се преселе у Жешов због финансијских проблема. Тамо је Лукасјевич почео своје студије у локалној гимназији Конарски, али је морао да је напусти 1836. Да би помогао родитељима, одселио се у Лањцут гдје је почео да ради као помоћник апотекара. У исто вријеме је почео да учествује у разним политичким покретима који су подржавали идеју пољске независности. 1840. године се вратио у Жешов, гдје је наставио да похађа хемију у апотеци Едварда Хубла. 1845. године је упознао Едварда Думбовског, који га је увео у тада илегалну организацију Централизација пољског демократског друштва. Циљ организације је био припремање свенародног устанка против сепаратистичких снага. Због свог учешћа, 19. фебруара 1846. је ухапшен од стране аустријских власти и смјештен у затвор у Лавову. 27. децембра 1847. је ослобођен због недостатка доказа, али је до краја живота обиљежен као „политички сумњив“. Такође му је наређено да остане у Лавову.
У Лавову је Лукасјевич почео да ради у апотеци „Pod Złotą Gwiazdą“ чији је власник био Пјотр Миколаш. На његово инсистирање, Лукасјевичу је дозвољено да напусти Лавов и да се упише на Јагелонски универзитет у Кракову. Након неколико година студирања, углавном финансираног од стране Миколаша, Лукасјевич је 30. јула, 1852. године дипломирао на Хемијском факултету Универзитета у Бечу. Тада се вратио за Лавов. Лукасјевич је дуго био заинтересован за нафту као јефтинију алтернативу за китовско уље. 1853. године је, скупа са својим сарадником Јаном Зехом, први пут успио да изврши дестилацију чистог керозина из нафте (канадски научник Абрахам Геснер је први дестиловао керозин из угља 1846). 31. јула 1853. Лукасјевич је направио прву керозинску лампу за локалну болницу за потребе хитних операција. Овај датум се узима за почетак модерне нафтне индустрије.
Почетком 1854. године Лукасјевич се преселио у Горлице, гдје је наставио свој рад и основао сарадњу са многим предузетницима и земљопосједницима. Исте године, изградио је прву нафтну бушотину на свијету у Бобрци код Кросна (која поново ради од 2006). Истовремено је наставио рад на керозинским лампама. Крајем године је направио прву керозинску уличну лампу за потребе горличког округа Завође. Током наредних година отворио је неколико нових нафтних бушотина, сваку од њих у сарадњи са различитим локалним трговцима и пословним људима. 1856. у Улашовицама је отворио дестилерију нафте, која представља прву дестилерију нафте на свијету. Како је потражња за керозином била још увијек мала, фабрика је испрва производила највише природни асфалт, машинско уље и лубриканте. Рафинерија је изгорела у пожару 1859. године, али је поновно изграђена у Поланци код Кросна сљедеће године.
Године 1863. је Лукасјевич, који се преселио у Јасло већ 1858. године, био богат човјек. Отворено је подржавао Јануарски устанак, и новчано помагао расељеним лицима. 1865. године је купио велико имање и село Чорковка. Тамо је основао нову рафинерију. Пошто је био један од најбогатијих људи у Галицији, Лукасјевич је промовисао развој нафтне индустрије у областима Дукља и Горлице. Представљао је неколико предузећа за вађење нафте, укључујући нафтне бушотине у Ропјанци, Вилшнији, Ропи и Војтови. Такође је био ктитор региона и основао бању у Бобрци, капелу у Чорковки и велику цркву у Зрецину. 1877. године Лукасјевич је организовао прво вијеће нафтне индустрије и основао Национално нафтно удружење.
Игнаћи Лукасјевич је умро 7. јануара 1882. године од упале плућа. Сахрањен је на малом гробљу у Зрецину, поред Цркве готског буђења, коју је за живота финансирао.